# Bill Asprey
William „Bill“ Asprey (* 11. September 1936 in Wolverhampton; † 25. Mai 2025 auf Jersey) war ein englischer Fußballspieler und -trainer.
Asprey wurde 1936 in Wolverhampton geboren. In seiner Karriere bestritt er 304 Spiele für Stoke City zwischen 1953/54 und 1965/66. Mit diesem Club gewann er unter anderem 1963 die Second Division und erreichte ein Jahr später im Ligapokal das Endspiel. Weitere Stationen als Spieler waren Oldham Athletic und Port Vale.
Nach der Trainerausbildung begann er als Trainer in Südrhodesien und im Stab von Coventry City. Seine erste „echte“ Cheftrainerstation war Oxford United. Asprey wurde im Juli 1979 vorgestellt, jedoch aufgrund mangelnder Erfolge schon zu Weihnachten wieder entlassen. Schließlich kehrte er zu Stoke City zurück wo er zunächst als Assistenztrainer von Richie Barker fungierte und diesen schließlich 1984 ablöste. Aufgrund gesundheitlicher Probleme legte er  jedoch bereits nach einer Saison sein Amt nieder.